# TUI Travel
TUI Travel PLC war ein europäischer Tourismuskonzern, gebildet aus der Touristiksparte der deutschen TUI und der britischen First Choice Holidays plc. Das ehemals an der Londoner Börse notierte Unternehmen war im FTSE 100 gelistet. Mitte Dezember 2014 fusionierte TUI Travel PLC als Tochtergesellschaft mit dem Mutterunternehmen TUI AG.

## Geschichte
Die TUI AG kündigte am 19. März 2007 eine Fusion ihrer Touristiksparte mit der britischen First Choice Holidays an. Die Fusion zur TUI Travel PLC wurde am 29. Juni 2007 durch die EU-Kommission genehmigt. Die Aktionäre der First Choice Holidays haben der Fusion am 25. Juli 2007 zugestimmt. Die neuen Aktien der TUI Travel PLC wurden am 3. September 2007 erstmals an der London Stock Exchange gehandelt. TUI Travel wurde vollständig in den Konzernabschluss der TUI AG einbezogen. First Choice Holidays sollte ursprünglich komplett von der TUI AG übernommen werden, da aber das Kapital für eine Komplettübernahme nicht ausreichte, einigte sich die TUI AG mit den Eigentümern der First Choice Holidays auf die Gründung der TUI Travel PLC, an der die TUI AG einen Anteil von 54 Prozent und die Eigentümer von First Choice Holidays 46 Prozent hielten.
Die neue TUI Travel wurde von First Choice Chef Peter Long als Chief Executive Officer (CEO) geleitet. TUI Chef Friedrich Joussen fungierte als Chairman bzw. Aufsichtsratsvorsitzender.
Am 27. Juni 2014 gab die TUI AG bekannt, mit TUI Travel in Form eines Aktientausches fusionieren zu wollen. Die Aktionäre der TUI Travel PLC erhielten je gehaltene Aktie 0,399 Aktien der TUI AG. Die Fusion wurde am 17. Dezember 2014 abgeschlossen.

## Konzernstruktur
TUI Travel war gegliedert in Regionen, Bereiche und Sparten.

### Regionen
TUI Travel hatte vor allem folgende drei Regionen:
- TUI Central Europe (Deutschland, Österreich, Schweiz, Russland und Ukraine)
- TUI Northern Europe (Großbritannien, Irland, Skandinavien)
- TUI Western Europe (Frankreich, Belgien, Niederlande)

### Bereiche
TUI Travel hatte folgende Bereiche:
- Mainstream – Verkauf von Flug-, Unterkunfts- und touristischen Dienstleistungen
- Specialist Holidays – Länderspezialisten, Premiumreisen und Lifetages
- Activity – Yacht-, Abenteuer- und Erlebnisurlaub
- Online Destination Services – Online Services

### Sparten
TUI Travel hatte folgende Sparten:
- Fluggesellschaften
- Reiseveranstalter
- Reisebüros
- Incoming-Agenturen
- Hotelmanagement

#### TUI Airlines-Fluggesellschaften
Die Fluggesellschaften wurden unter TUI Airlines zusammengefasst. Dazu gehörten neben TUIfly in Deutschland vor allem die britische Thomson Airways (Zusammenschluss aus First Choice Airways und Thomsonfly) sowie weitere vier kleinere Fluggesellschaften. TUI Airlines umfasst über 150 Flugzeuge.

#### Reiseveranstalter

Logo der Gebeco

In Mitteleuropa hatte TUI Travel mehrere Reisegesellschaften und Marken:
- Deutschland: TUI Deutschland GmbH
  - Boomerang Reisen – Individualreisen Ozeanien, Afrika, Süd- und Nordamerika
  - 1-2-FLY – junge Familien
  - Discount Travel – Flugpauschalreisen ans Mittelmeer
  - airtours – Flug- und Urlaubsreisen
  - Gebeco – Länder- und Studienreisen
  - Dr. Tigges – Länder- und Studienreisen
  - L’TUR – last minute
  - OFT-Reisen – Ägypten + Mittlerer Osten
  - Wolters Reisen – Ferienhäuser und -wohnungen
  - atraveo – Ferienhausportal
  - Berge&Meer Touristik (ex EVS-Holding)
    - Berge&Meer – Reisedirektvertrieb
    - FOX-Tours – Reisedirektvertrieb

  - Touropa – Onlinereiseanbieter
- Österreich: Gulet Touristik, TUI Austria, Terra Reisen
- Schweiz: TUI Suisse, Marken TUI, airtours und 1-2-Fly
- Polen: TUI Poland
- Dänemark: Sportsrejser, Startour und TEMA
- Finnland: Finnmatkat und TEMA
- Großbritannien: Specialist Holidays Group, Thomson und TUI UK
- Irland: Budget Travel und Specialist Holiday Group
- Norwegen: Sportreiser, Startour und TEMA
- Schweden: Fritidsresor, Sportresor, TEMA und TUI Nordic
- Russland: TUI Russia & CIS
- Ukraine: TUI Ukraine
- China: TUI China
- Frankreich: Nouvelles Frontières, TUI France, JV und Touraventure
- Belgien: Jetair und TUI Belgium
- Niederlande: Arke, Holland International, KRAS und TUI Nederland

#### Reisebüros
- Deutschland: TUI Leisure Travel (TUI ReiseCenter, FIRST Reisebüro, Hapag-Lloyd Reisebüro, Discount Travel, World of TUI Reise-ErlebnisCenter Berlin), TUI Travel Star(Beteiligung 50 % und 50 % RT-Reisen GmbH), Touristik Express, Master Yachting GmbH
- Österreich: TUI ReiseCenter
- Polen: TUI CentrumPodrózy, Scan Holiday
- Schweiz: Marken der TUI Suisse Retail Ltd: TUI ReiseCenter, TUI Agence de Voyages, TUI Premium Travel
- Dänemark: StarTour
- Finnland: Oy Finnmatkat
- Großbritannien: Thomson Holidays, Austravel, Caller-Pegasus Travel Service
- Irland: Budget Travel
- Norwegen: StarTour Stjernereiser
- Schweden: Fritidsresor Sverige
- Frankreich: Nouvelles Frontières, Havas Voyages
- Belgien: Nouvelles Frontières Belgique, Sunjets, TUI Travel Center
- Niederlande: World of TUI Reisbureau, KRAS Reisbureau
- Russland: TUI Турагентство
- Ukraine: TUI Турагенція

#### Incoming-Agenturen
TUI Travel betrieb folgende Incoming-Agenturen:
- Ägypten: Travco Group
- Bulgarien: TUI Bulgaria
- China: TUI China Travel
- Dubai: Travco Dubai
- Dominikanische Republik: TUI Dominicana
- Griechenland: TUI Hellas Travel
- Israel: Holiday Travel
- Italien: Serenade Tours (Kunststädte), Acampora (Süditalien)
- Kenia: Pollman's Tours and Safaris
- Kroatien: Gulliver Travel
- Libanon: Aeolos Liban
- Malta: TUI Malta
- Marokko:Holidays Services
- Mauritius: Summertimes
- Mexiko: Mex-Atlántica Tours
- Namibia: ATC Namibia
- Österreich: TUI Incoming Austria
- Oman: Travco Oman
- Portugal: TUI Portugal
- Rumänien: Danubius Travel
- Russland: Svoy TT
- Spanien: TUI España Turismo
- Sri Lanka: Aitken Spence Travels
- Südafrika: ATC African Travel
- Tansania: Ranger Safaris
- Tunesien: Tunisie Voyages
- Türkei: Tantur Turizm (TUI Türkiye)
- Zypern: Aeolos Travel

#### Hotelmanagement
TUI Travel betrieb folgende Hotelmarken:
- Sensimar
- Pegasos Resort (seit Sommersaison 2010)
- Blue Collection 2009–2010
- Magic Life (ab Wintersaison 2010/2011)
- PURA vida (ab Sommersaison 2011)
- Suntopia

## Strukturdaten
Die neue TUI Travel PLC war in 20 Ländern aktiv, hatte über 27 Millionen Kunden und einen Umsatz von ca. 18,1 Milliarden Euro, davon ca. 14,1 Mrd. Euro von TUI AG und ca. 4 Mrd. Euro von First Choice Holidays.
Der Reisekonzern hatte ca. 47.000 Beschäftigte (33.000 TUI AG + 14.000 FCH), über 3.500 Reisebüros und über 101 Veranstaltermarken. TUI Travel hatte sieben Fluggesellschaften mit über 150 Flugzeugen (TUIfly, TUI Airlines sowie First Choice Airways). Im Geschäftsjahr 2010/2011 erwirtschaftete TUI Travel einen Gewinn von 471 Millionen Pfund.